# Националистическая молодёжь Каталонии
Националистическая молодёжь Каталонии (JNC) — каталонское националистическое молодёжное движение при коалиции «Вместе за Каталонию», основанное в 1980 году группой молодых активистов из партии Демократическая конвергенция Каталонии (CDC). Альваро Клапес-Саганьолес Баэна является генеральным секретарем с марта 2021 года. Движение является полноправным членом организации Европейская либеральная молодёжь и Международная федерация либеральной молодежи.